# Hùng Vương
Hùng Vương est le nom du premier roi connu du Viêt Nam (alors appelé Văn Lang ou Lạc Việt). Il désigne également et plus largement la lignée de rois vietnamiens qui en est issue, et dont les membres sont tous nommés Hùng Vương. Aujourd'hui considérés comme les fondateurs du pays, le gouvernement vietnamien a décidé de célébrer leur souvenir chaque dixième jour du troisième mois lunaire (26 avril en 2007, 15 avril en 2008, 4 avril en 2009, ... 9 avril 2014 etc.).

## Origines
D'après la légende, c'est en 2888 av. J.-C. que le premier roi Hùng Vương commence à régner sur un territoire couvrant l'actuel Viêt Nam et une partie du Sud de la Chine. Il est le fondateur de la dynastie Hồng Bàng, qui régna jusqu'en 258 av. J.-C. Dix-sept rois portant le nom de Hùng Vương lui auraient ensuite succédé ; ils sont l'objet de nombreuses histoires légendaires, à l'instar de celle du roi Hùng Vương X, qui aurait introduit la culture de la pastèque au Viêt Nam.
La dynastie Hồng Bàng fut renversée par le roi An Dương Vương en 258 av. J.-C.

## Étymologie
Le nom Hùng Vương est probablement une combinaison des mots vietnamiens Hùng, qui veut dire « brave » et Vương, qui veut dire « roi ». Le nom Hùng Vương pourrait donc avoir été initialement un titre féodal accordé à des seigneurs de guerre locaux chargés de la protection des paysans.